# 珍珠黎明大廈
珍珠黎明大廈是夸祖魯-納塔爾省烏姆赫蘭哈的一座摩天大樓。於2008年完成第31層。其採用未來主義風格設計。其為南非第四高的建築。